# Умони, Брайан
Брайан Умони (англ. Brian Umony; 12 декабря 1986, Джинджа, Уганда) — угандийский футболист, нападающий клуба «Пролайн». Выступал за сборную Уганды.

## Биография

### Ранние годы
Родился 12 декабря 1986 года в семье Фрэнсиса Кермита и Лоис Уванчанго в Джиндже. Брайан — младший из четырёх братьев и сестёр. После смерти матери в 1997 году он переехал в Кампалу к дяде по матери.

### Клубная карьера
Начал футбольную карьеру в клубах нижних дивизионов Уганды «Накава Юнайтед» и «Нагуру Авис». Затем отыграл два сезона, с 2007 по 2009 годы, в клубе высшего дивизиона «Кампала Сити Коунсил». В сезоне 2007/08 с 15-ю мячами стал сопобедителем гонки бомбардиров и помог КСС завоевать первый за 11 лет чемпионский титул. По итогам 2008 года Умони был удостоен награды «Футболист года в Уганде».
28 июня 2009 года Умони за $50 тыс. перешёл в клуб чемпионата ЮАР «Суперспорт Юнайтед», подписав контракт на два года. 8 июля 2010 года главный тренер клуба Гэвин Хант объявил, что игрок не фигурирует в его планах на следующий сезон.
31 июля 2010 года он подписал однолетний контракт с клубом Первого дивизиона ЮАР «Юниверсити оф Претория».
16 марта 2011 года Умони был взят в аренду клубом-новичком MLS «Портленд Тимберс» на один сезон с опцией выкупа. В главной лиге США дебютировал 26 марта 2011 года в матче против «Торонто», выйдя на замену во втором тайме. По окончании сезона 2011 американский клуб не стал выкупать угандийца.
29 декабря 2011 года Умони присоединился к клубу чемпионата Вьетнама «Биньзыонг».
В декабре 2012 года Умони подписал двухлетний контракт с зарплатой в $25 тыс. в год с клубом чемпионата Танзании «Азам».
В 2014 году вернулся в «Кампала Сити Коунсил».
В январе 2015 года Умони перешёл в клуб чемпионата Эфиопии «Сент-Джордж». 7 февраля 2016 года в матче против «Арба-Мынч Сити» сломал ногу в столкновении с вратарём соперника.
Восстанавливаясь от травмы, Умони находился без клуба более года. В апреле 2018 года подписал однолетний контракт с клубом чемпионата Индии «Гокулам Керала». Помог «Гокулам Керала» выиграть Премьер-лигу Кералы, забив гол в финальном матче против команды «Куарц». В июле 2018 года, после двух месяцев пребывания, покинул индийский клуб.
В январе 2019 года Умони вернулся играть на родину, подписав контракт с клубом «Экспресс» до конца сезона 2018/19.
В январе 2020 года Умони подписал краткосрочный шестимесячный контракт с клубом «Пролайн».

### Международная карьера
За сборную Уганды Умони дебютировал на Кубке КЕСАФА 2008 в январе 2009 года. Всего за «журавлей» сыграл 36 матчей и забил 12 голов.

### Личная информация
В 2009 году Умони окончил Университет Кьямбого, получив степень бакалавра экономики.

## Достижения
Командные
 «Кампала Сити Коунсил»
- Чемпион Уганды: 2007/08

 «Суперспорт Юнайтед»
- Чемпион ЮАР: 2009/10

 «Азам»
- Чемпион Танзании: 2013/14

 «Сент-Джордж»
- Чемпион Эфиопии: 2015/16

 сборная Уганды
- Обладатель Кубка КЕСАФА: 2008, 2012

Индивидуальные
- Футболист года в Уганде: 2008
- Лучший бомбардир Кубка КЕСАФА: 2008 (5 мячей)[26]
- Лучший бомбардир чемпионата Уганды: 2007/08 (15 мячей)[27]